# Sabana uruguaiana

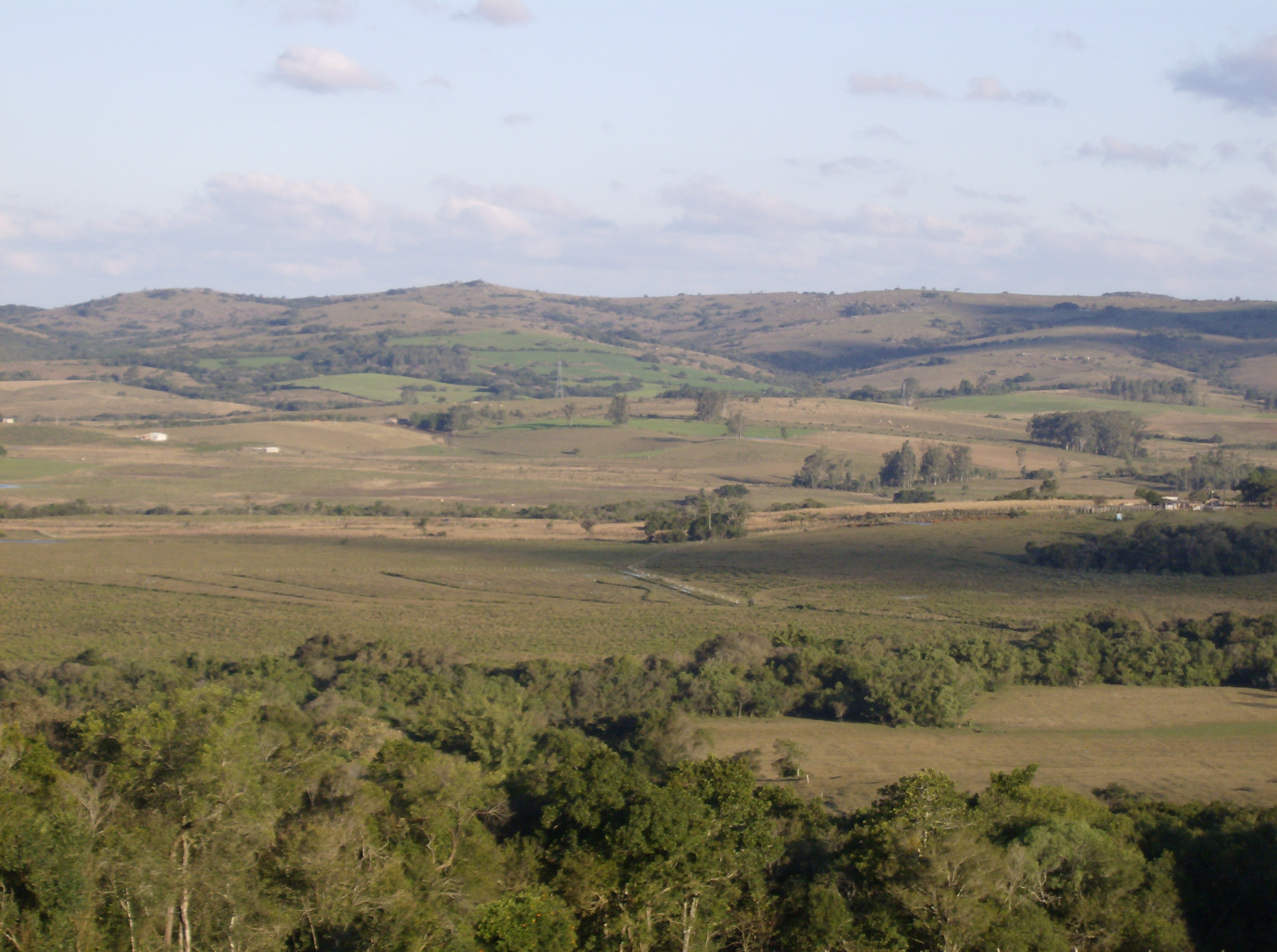
Coxilhas (turons coberts per praderes) a Morro Redondo, Rio Grande do Sul, Brasil.

La sabana uruguaiana és un bioma terrestre subtropical i una ecoregió que s'estén per tot l'Uruguai, part del nord-est de l'Argentina i l'extrem meridional del Brasil.

## Flora i fauna
L'ecoregió està formada principalment per planes lleugerament elevades, amb àrees de palmeres de sabana, racons boscosos sobre els rius, i enclavaments de bosc submuntanyenc.
Pel que fa a la fauna, es poden trobar diferents tipus de cèrvids: cérvol de les pampes (Ozotoceros bezoarticus) i el mazama bru (Mazama gouazoubira). També és l'àrea comuna dels capibaras (Hydrochoerus hydrochaeris).